# Giulio Lusi
Giulio Lusi (Ariano di Puglia, 28 gennaio 1899 – Grisolera, 30 ottobre 1918) è stato un militare italiano, decorato di medaglia d'oro al valor militare alla memoria nel corso della prima guerra mondiale.

## Biografia
Nacque ad Ariano di Puglia, in provincia di Avellino,  il 28 gennaio 1899,  figlio di Domenico e Anna Maria Durante. Trasferitosi a Napoli al seguito della famiglia, frequentò il Liceo "Giovan Battista Vico" con il fine di seguire la carriera militare. Nel dicembre 1916, in piena prima guerra mondiale, si arruolò volontario, non ancora diciottenne, nel Regio Esercito assegnato al 2º Reggimento bersaglieri. Tentò di suo volontà di raggiungere la zona di operazioni ma gli fu impedito, arrivando al fronte nell'aprile 1917 in forza al suo battaglione. Dopo aver frequentato il corso per allievi ufficiali, nel mese di luglio fu nominato sottotenente di complemento assegnato, a sua domanda, alla 1ª Compagnia del IV Reparto d'assalto "Fiamme Cremisi", poi trasformato nel XXVI. Nel mese di agosto si distinse a Monte Maio e durante il ripiegamento sulla linea del Piave, a seguito della battaglia di Caporetto, fu insignito della medaglia d'argento al valor militare per una audace azione compiuta a Luico sotto un intenso fuoco nemico. Rimase ferito da un colpo di pistola alla spalla destra e venne ricoverato in ospedale per un lungo periodo di cure. Con il braccio anchilosato volle rientrare in servizio attivo nonostante il parere negativo dei medici, lasciando volontariamente l'ospedale e rientrando al XXVI Battaglione schierato sul basso Piave a Cavazuccherina. Il 23 ottobre, all'inizio della battaglia di Vittorio Veneto, e il giorno 30 oltrepassò il corso del Piave per primo, alla testa dei suoi uomini, attaccando un caposaldo nemico. Cadde colpito da una raffica di mitragliatrice, e appena raggiunto dai suoi uomini fu visto agitare morente una piccolo fazzoletto tricolore in segno di incitamento. Con Regio Decreto del 2 giugno 1921 fu insignito della medaglia d'oro al valor militare alla memoria. Un istituto scolastico comprensivo di Ariano Irpino porta il suo nome.

### Annotazioni
1. ↑  Partì a piedi per raggiungere il fronte, senza permesso, ma venne riconosciuto e ricondotto al deposito del reggimento.

### Fonti
1. 1 2 3 4 5 6 7  Combattenti Liberazione.
2. ↑  Carolei, Greganti, Modica 1968, p. 182.
3. 1 2 3 4  Coltrinari, Ramaccia 2018, p. 170.
4. 1 2 3  Coltrinari, Ramaccia 2018, p. 171.
5. ↑  Medaglie d'oro al valor militare sul sito della Presidenza della Repubblica